# Sordità
La sordità è la disfunzione o lesione dell'apparato uditivo che comporta una riduzione più o meno grave dell'udito. Può essere causata da: malattia, esposizione eccessiva ai rumori, assunzione di determinati farmaci e antibiotici, lesioni all'orecchio. La patologia interessa il genere umano ed animale; può presentarsi già alla nascita oppure durante la vita, a seguito di un trauma.
Viene detta anche «handicap della comunicazione» e «handicap invisibile», in quanto non immediatamente percepibile dall'ambiente esterno.
La valutazione clinica della sordità avviene attraverso collaborazione di un otorinolaringoiatra, audiologo, genetista clinico, e altri specialisti in quanto la sordità può essere legata a fattori di varia natura come fattori cardiaci, neurologici, tiroidei ed altri. La storia medica, ottenuta attraverso il raggruppamento delle informazioni riguardanti il paziente e quindi con un lavoro olistico di équipe, è fondamentale perché la sordità può scaturire da elementi come la prematurità, iperbilirubinemia, sottopeso alla nascita, meningite ed altro.
La diagnosi si effettua entro i primi 6 mesi di vita quando il cervello presenta ancora quella plasticità indispensabile all’acquisizione del linguaggio che progressivamente inizia a venir meno a partire dai 3 anni di vita.
Lo sviluppo di apparecchiature audiometriche altamente specializzate ha permesso l’esecuzione dello screening neonatale e l’analisi della funzione uditiva nel corso della degenza post-partum entro il terzo giorno di vita. Questa novità ha permesso le diagnosi precoci e di conseguenza anche gli interventi.
Vi sono due tipi fondamentali di perdita di udito. Da un lato il tipo sindromico, ammontante a circa il 30% dei casi, che associa la perdita dell’udito ad altre malattie comorbide o anomalie corporee, mentre il restante 70% è di tipo non sindromico e quindi la perdita dell’udito non può essere associata ad altre patologie. 
La struttura del cervello che merita maggiore attenzione è la coclea in quanto sede fondamentale nello sviluppo dell’apparato uditivo.

## Sordità infantile
Le persone nate sorde o diventate tali nei primi anni di vita (sordità prelinguale) riscontrano difficoltà nell'apprendere la lingua parlata, che non acquisiscono in maniera naturale ma che deve essere insegnata loro attivamente. Per favorire il successo di interventi riabilitativi sulla sordità congenita si ricorre, sempre più, allo screening uditivo neonatale: in tal modo è possibile velocizzare operazioni di diagnosi, apparecchio acustico, impianto cocleare, preliminari ai percorsi riabilitativi ed apprendimento linguistico.
Per l’acquisizione del linguaggio ci sono diversi metodi:
- Metodo oralista: prevede l’apprendimento della lingua orale attraverso logopedia e protesi acustiche o impianti cocleari
- Metodo misto: prevede l’apprendimento della lingua orale attraverso logopedia e l’italiano segnato (imparare a parlare con l’aiuto del lessico LIS e della grammatica italiana)
- Metodo bilingue[2]: prevede l’apprendimento sia della lingua orale che della LIS tramite esposizione ad entrambi i contesti.
- Lingua dei segni italiana: lingua che utilizza il canale visivo-gestuale utilizzata dalla comunità sorda e anche in tutte quelle circostanze in cui è difficile comunicare verbalmente (es: bambini con disabilità intellettiva o verbale)

I bambini sordi seguono lo stesso sviluppo linguistico e comunicativo dei bambini udenti: hanno infatti lo stesso processo di acquisizione, compiono le stesse tappe, ad età confrontabili, a prescindere dalla lingua a cui sono esposti. Si osserva un parallelismo tra le tappe di un bambino udente e quelle di un bambino sordo: il bambino sordo elabora stimoli visivi ed ha un apprendimento attraverso il canale visivo-gestuale mentre il bambino udente elabora stimoli uditivi ed ha un apprendimento tramite il canale uditivo; il bambino sordo produce una sorta di lallazione manuale che richiama quello che i bambini udenti producono sul piano vocale; intorno al primo anno di vita i bambini sordi producono i primi segni, così come i bambini udenti producono le prime parole. Intorno al primo anno di vita, i bambini sordi hanno le stesse potenzialità dei bambini udenti: la capacità dell’essere umano di utilizzare il linguaggio può avvenire sia attraverso il canale visivo-gestuale sia attraverso quello acustico-vocale; dipende dal contesto in cui è immerso il bambino e dalla lingua a cui viene esposto. In sostanza, la facoltà di linguaggio delle persone sorde è riuscita a realizzarsi in modo spontaneo in un’altra modalità. Un bambino sordo può comunque imparare a produrre e comprendere il linguaggio orale, ma è necessaria una protesizzazione precoce e un allenamento sistematico tramite intervento logopedico, mentre il bambino udente acquisisce la lingua orale a cui è esposto in modo naturale e senza un insegnamento specifico. 
Lo sviluppo linguistico dei bambini sordi si può compromettere a seconda delle tempistiche con cui vengono esposti ad un input linguistico. Diversi studi evidenziano come nei bambini sordi con genitori udenti ci sia un ritardo complessivo nello sviluppo del linguaggio e una variabilità individuale più accentuata rispetto ai bambini udenti. Sono molteplici i fattori che influenzano l’evoluzione del linguaggio nei bambini: la diagnosi tempestiva, il livello di sordità, l’eventuale tipologia di protesizzazione, la tipologia di intervento logopedico congiuntamente a fattori ambientali ed individuali.
Non vengono messe in risalto particolari differenze nei primi 7 mesi di vita dei bambini: sia bambini sordi che udenti utilizzano gli stessi comportamenti vocali e gestuali, quindi lo sviluppo appare tipico. Dagli 8 mesi in poi invece, a causa del mancato input acustico, diminuisce la produzione di consonanti e solitamente anche la lallazione spontanea tende a sparire. A 13 mesi non compare la capacità di utilizzare parole e gesti come simboli decontestualizzati dal normale contesto di apprendimento. Dai 17 mesi in poi risulta particolarmente evidente la difficoltà ad ampliare il vocabolario e formulare le prime frasi. Da questo momento in poi, nel caso in cui non sia stata già accertata clinicamente, la sordità del bambino diventa molto più evidente e impossibile da evitare per i genitori.

## Tipi e livelli di sordità
Il danno riportato dall'udito può essere lieve, medio, grave o addirittura profondo: un soggetto in questa condizione non percepisce nemmeno suoni e rumori di elevata intensità. L'entità della perdita uditiva è espressa in decibel (dB). Si ha:
- sordità lieve con soglia tra 20 e 40 decibel;
- sordità media con soglia tra 41 e 69 decibel;
- sordità grave con soglia tra 70 e 90 decibel;
- sordità profonda con soglia uguale o superiore ai 91 decibel.

I diversi gradi di sordità sono correlati, in ordine decrescente, alla possibilità di percepire i suoni e di sfruttare i residui acustici attraverso l'utilizzo delle protesi.
Quando la sordità interessa un solo orecchio si parla di "anacusia", altrimenti di "cofosi". La sordità parziale è invece nota col nome di ipoacusia, la quale può essere indotta dai danni relativi ai rumori (in inglese, noise-induced hearing loss o NIHL) oppure dall'invecchiamento (ARHL, o presbiacusia).
Oltre che per l'entità della riduzione uditiva, l'ipoacusia viene classificata in base alla sede del danno che l'ha prodotta:
- Trasmissiva: il danno è avvenuto a livello dell'orecchio esterno o a livello delle strutture trasmissive dell'orecchio medio (catena ossiculare). Il deficit è solitamente pantonale, benché sia solitamente più accentuato per le frequenze medio-gravi. Raramente il deficit di tipo trasmissivo è superiore a 50-60 dB.
- Neurosensoriale: il danno è localizzato a livello della coclea (ipoacusia neurosensoriale cocleare) o a livello del nervo acustico (ipoacusia neurosensoriale retrococleare). Il deficit dipende dall'entità del danno e dalla localizzazione mono o bilaterale. Nel caso in cui il nervo acustico non sia eccessivamente danneggiato, parte dell'input uditivo può essere recuperata mediante interventi con impianto cocleare e conseguente riabilitazione.

Nel caso di compresenza di una perdita uditiva di tipo trasmissiva e neurosensoriale si parla di sordità mista.

## Epoca d'insorgenza
Conoscere l’epoca di insorgenza della sordità è di fondamentale importanza. Tanto più essa sopraggiungerà precocemente, tanto più gravi saranno le conseguenze della deprivazione uditiva, tra queste soprattutto la possibilità di acquisire facilmente una lingua vocale. Rispetto a quest’ultima le sordità si distinguono in:
- Prelinguistica: la sordità insorge entro il primo anno di vita. Non essendo esposti alla lingua parlata lo sviluppo comunicativo del linguaggio è gravemente compromesso;
- Perilinguistica: tra un anno e i tre, si ha una breve esposizione al linguaggio;
- Postlinguistica: oltre i tre anni. Le basi linguistiche (fondamenti fonologici, morfologici, sintattici e lessicali) del linguaggio dovrebbero essere state acquisite. I sordi post verbali conservano la memoria dei suoni: associano un suono, o meglio un correlato uditivo, alle labbra dell’interlocutore che si muovono, in generale correlano l’esperienza visiva ad una uditiva.

È evidente come sia diversa la situazione di coloro che sono nati sordi o che hanno perso l’udito prima dell’acquisizione del linguaggio, rispetto a coloro che sono diventati sordi dopo aver fatto esperienza del suono e aver imparato il linguaggio. Il sordo prelinguistico rischia di subire un grave ritardo nell’acquisizione del linguaggio se non si interviene precocemente con un adeguato iter logopedico.

## Cause di insorgenza
Tra le cause della sordità (valide anche per la sordità acquisita) abbiamo:
- Cause prenatali (da agenti infettivi, virus, batteri, parassiti)
- Cause perinatali (tossicosi endogene o esogene)
- Cause postnatali (agenti infettivi, trauma cranico, tossicosi)

Inoltre la sordità può essere:
- Ereditaria[10] (50-60% del totale, suddivise in base alla modalità di trasmissione)
- Acquisita (20-30% del totale)
- Causa sconosciuta (20-30% del totale)

## Prevalenza e prevenzione
Oggigiorno, si conoscono più di 400 sindromi associate alla perdita dell’udito, ma tra quelle più comuni vi sono la Sindrome di Usher la quale consiste nell’associazione tra sordità e degenerazione dell’apparato visivo. La sindrome di Pendred: dovuta ad un’anomalia endocrina che provoca la malformazione dell’orecchio interno e causa sordità. Sindrome di Jervel Lange-Nielsen: associazione tra sordità sensori-neurale e anomalia cardiaca. In Italia, studi recenti hanno verificato che la prevalenza di persone affette da sordità ammonta a circa 70 mila persone equivalente a circa 1 bambino su 1000. Tra esse, circa il 50% presenta cause mentre la restante parte trova la causa in fattori ambientali, come droghe, prematurità embrionale e trauma. In particolare, in Italia ogni mese nascono tra i 50 e i 100 bambini sordi.
Vi sono dei criteri che vengono applicati entro i primi 28 giorni di vita che permettono di controllare i seguenti fattori di rischio:
- anamnesi familiare positiva per sordità congenita o sordità a esordio tardivo;
- infezioni congenite quali rosolia, citomegalovirus, toxoplasmosi, herpes (Complesso TORCH), sifilide;
- anomalie cranio-facciali, comprendenti anomalie morfologiche del padiglione e del condotto uditivo ecc.;
- peso alla nascita inferiore a 1500 g;
- iperbilirubinemia superiore ai livelli indicati per l’exsanguinotrasfusione;
- uso di farmaci tossici per l’apparato uditivo;
- meningite batterica;
- scarsa vitalità alla nascita con basso indice di Apgar;
- respirazione assistita per oltre 10 giorni, ipertensione polmonare;
- trauma cranico o acustico;
- caratteristiche fisiche riconducibili a sindromi in cui può riscontrarsi anche la sordità

Altri metodi preventivi sono la vaccinazione anti-rosolia obbligatoria, determinazione del gruppo sanguigno, informazione genetica parentale per evitare sordità ereditaria, controllo durante la gestazione, controllo della popolazione nei primi 9 mesi di vita.

## Interventi e terapie
L’applicazione dell'apparecchio acustico deve essere precoce (tra i 3 e i 6 mesi di vita) per ridurre al minimo il periodo di deprivazione uditiva. L’applicazione dell’impianto cocleare avverrà successivamente, quando non ci saranno più dubbi sulla diagnosi, e quindi non prima dei 12 mesi di vita, dopo un periodo di uso delle protesi. L’uso dell'apparecchio acustico o impianto non è, in ogni caso, in grado di ripristinare al 100% il funzionamento dell’orecchio. 
L’uso dell’impianto cocleare va sempre associato alla terapia logopedica.
La terapia ha come finalità quella di riabilitare l’uso e le proprietà del linguaggio così da favorire la comunicazione. Tra gli obiettivi fondamentali vi è il superamento della fase di reazione alla sordità del bambino, in particolar modo per genitori udenti, attraverso percorsi di psicoterapia e osservazione della relazione caregiver-bambino. Solo in seguito sarà possibile avviare un processo di rimarginazione delle abilità cognitive e sensoriali che possono aver subito un rallentamento nel loro sviluppo. In base a quando viene eseguita la diagnosi e l’adattamento dell'apparecchio acustico, l’intervento terapeutico si distingue in educazione quando l’intervento avviene entro i 18 mesi di vita in quanto i processi di acquisizione del linguaggio non sono ancora stati compromessi, e rieducazione quando il linguaggio è solo parzialmente strutturato. 

### Theraplay
La theraplay si basa sulla teoria dell'attaccamento di John Bowlby la quale ritiene di particolare importanza la relazione tra genitore e bambino per il futuro sviluppo delle interazioni del bambino. La theraplay viene usata in formati differenti quali il format individuale, familiare e di gruppo. Questi format a loro volta possono svolgersi in ambienti diversi quali centri di riabilitazione, cliniche e scuole. Di particolare interesse è la theraplay di gruppo, un metodo basato sul gioco che incoraggia l’interazione bambino-genitore e favorisce lo sviluppo dell’autostima del bambino. Questo tipo di terapia è stata supportata in quanto si adatta a vari range di età quindi segue il naturale sviluppo cognitivo ed emotivo dei bambini adattando le attività ludiche alla fascia d’età. 
L’obiettivo di questa terapia è quello di modificare l’atteggiamento del bambino e stimolare atteggiamenti di empatia, amore e azioni costruttive al fine di migliorare il benessere psicologico e la regolazione emotiva.
Il canale comunicativo maggiormente utilizzato in theraplay è quello tattile attraverso attività di contatto tra i partecipanti.

### Musicoterapia
Nei bambini sordi, la musicoterapia favorisce lo sviluppo linguistico, cognitivo, sociale ed emozionale in quanto può essere praticata di gruppo creando automaticamente una comunità con interessi condivisi. Inoltre, la ricerca ha dimostrato che i bambini sordi riescono a raggiungere capacità ritmiche superiori rispetto ai bambini udenti in quanto essi percepiscono non il suono in sé ma le vibrazioni che emette. 
Tra i metodi utilizzati vi sono: la lettura e comprensione dei testi, il canto terapeutico, suonare strumenti, musica di gruppo, e terapia del movimento. È evidente che tutti questi aspetti concorrono a migliorare l’esperienza di vita del bambino sordo offrendo strumenti comunicativi alternativi che stimolano quelle facoltà che possono essere state influenzate dal deficit uditivo.

## Ipoacusia professionale
L'ipoacusia professionale o ipoacusia da rumore è la patologia professionale più frequentemente registrata in Italia e nel mondo. Dai dati INAIL la malattia professionale “Ipoacusia e sordità da rumori” rappresenta circa il 40% dei casi di tutte le malattie professionali denunciate nel ramo industria, servizi e agricoltura. Si tratta di una patologia totalmente prevenibile tramite insonorizzazione, abbattimento del rumore e utilizzo di dispositivi di protezione personale.

## Persone famose legate alla sordità
- Ludwig van Beethoven, compositore e pianista tedesco
- Bedřich Smetana è stato un compositore e pianista ceco.
- Francisco Goya, pittore spagnolo
- Joseph Sauveur, fisico francese (1653-1716) - scopritore dell'acustica
- Konstantin Ciolkovskij, fisico russo (1857-1935)
- Tommaso Pendola, educatore per sordi
- Ottavio Assarotti, educatore per sordi
- Tommaso Silvestri, educatore per sordi
- Charles-Michel de l'Épée, educatore per sordi
- Jean Massieu, direttore di una scuola ed educatore per sordi
- Oreste Carpi, pittore
- Emmanuelle Laborit, attrice e scrittrice
- Marlee Matlin, attrice
- Nyle DiMarco, modello
- Katie Leclerc, attrice
- Deanne Bray, attrice
- Troy Kotsur, regista
- Emilio Insolera, regista
- John Maucere, comico
- Ryan Lane, attore
- Ben Cohen, rugbista